# 羅姆醜聞
罗姆丑闻指的是1931年到1932年時納粹黨政敵社會民主黨公開披露納粹政治家，衝鋒隊組織者恩斯特·罗姆其同性戀身分後引發的一系列醜聞。历史学家劳里·马霍夫則稱，由于这一丑闻，罗姆便成为世界上「第一个公開自己為同性恋的政治家」。

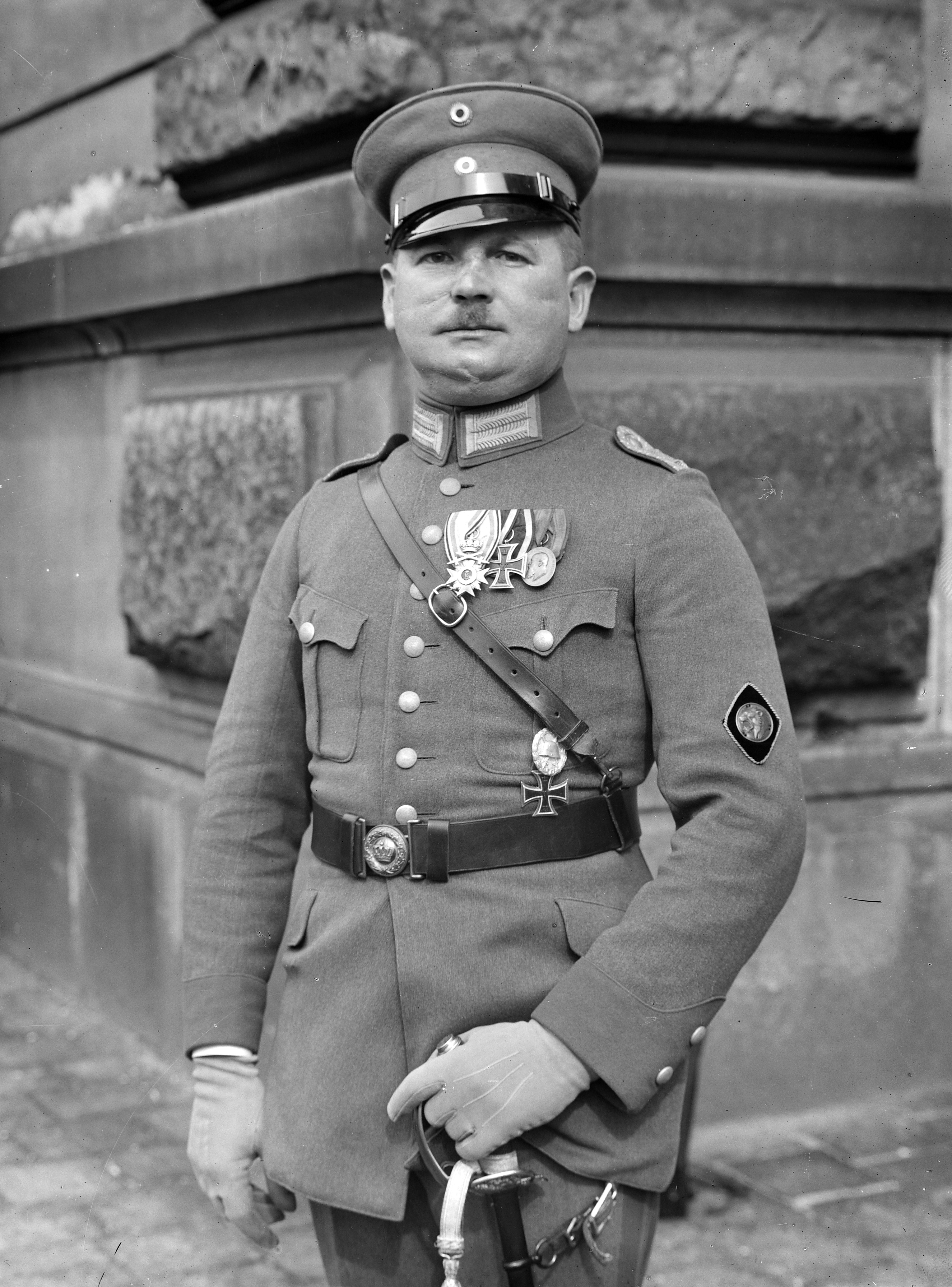
1924年的恩斯特·罗姆

羅姆是纳粹党的早期成员，並且與後來的納粹黨党魁阿道夫·希特勒关系密切，而羅姆是個同性恋者，尽管其一直試圖將自己的私生活與政治任務分開。20世纪20年代末，其當時住在玻利維亞擔任軍事顧問，在他居住在玻利維亞那段時間裡，他给他的朋友卡尔·海姆索斯写信，在信中他坦率地讨论了他的性取向。1930年，罗姆回到德国并被任命为「冲锋队」（SA）領袖，而他的雙重人格的生活也因此走向破裂。尽管社會民主黨和德国共产党支持废除德國刑事法第175條，即德国将同性恋定为犯罪的法律，但这两个政党都利用恐同症来攻击其纳粹对手，并散播同性戀的納粹神話。社民黨和共產黨利用恐同藉此希望達成他们的目标，即阻止或推迟纳粹夺取政权。然而，最終1933年，納粹奪取了政權。
从1931年4月开始，社民党报纸《慕尼黑邮报》在头版发表了一系列关于所谓的衝鋒隊有同性恋之類的故事，结果这些故事都是伪造的。社民党领导人开始着手获取有关罗姆為同性戀者的证据；如果可能的掌握到足夠且可靠的證據，那麼就可以根据德國刑事法第175條对他定罪。儘管罗姆被审判了五次，但从未被定罪。在1932年3月的德国总统选举期间，社民党发布了一本由前纳粹分子赫尔穆特·克洛茨（Helmuth Klotz）编辑的小册子，小冊子裡透露了羅姆與海姆索斯的信件；其被披露後引发了一些纳粹分子谋杀罗姆的阴谋，但这一阴谋没有得逞，反而给该党带来了更多的负面新闻。
1932年5月12日，克洛茨在國會大廈被納粹黨代表毆打，而他的回應便是立即公布有關羅姆為同性戀的信件，这一丑闻引起了全国的关注。许多德国人认为这种对民主的攻击比罗姆的个人生活更重要。纳粹党的选举表现没有受到丑闻的影响，但它確實影响了納粹黨將自己標榜為「道德复兴」的政党的失敗。纳粹党领袖阿道夫·希特勒在丑闻期间为罗姆辩护。而后者也变得更為依赖希特勒，最終，羅姆於1934年死於長刀之夜。